# Hans Podlipnik-Castillo
Hans Podlipnik-Castillo (ur. 9 stycznia 1988 w Santiago) – chilijski tenisista pochodzenia słoweńskiego, reprezentant w Pucharze Davisa, olimpijczyk z Rio de Janeiro (2016).

## Kariera tenisowa
Podlipnik-Castillo zawodową karierę rozpoczął w 2005 roku, a zakończył ją w 2019 roku. Zwyciężył w jednym turnieju rangi ATP World Tour w grze podwójnej. Ponadto był finalistą jednej imprezy w tej konkurencji.
W 2016 zagrał w konkurencji gry podwójnej na igrzyskach olimpijskich w Rio de Janeiro odpadając wspólnie z Juliem Peraltą w pierwszej rundzie.
Od 2008 roku reprezentował Chile w Pucharze Davisa.
W rankingu gry pojedynczej najwyżej był na 157. miejscu (10 sierpnia 2015), a w klasyfikacji gry podwójnej na 43. pozycji (12 lutego 2018).

### Finały w turniejach ATP World Tour
| Legenda                                      |
| -------------------------------------------- |
| Wielki Szlem                                 |
| Igrzyska olimpijskie                         |
| Tennis Masters Cup / ATP Finals              |
| ATP Masters Series / ATP Tour Masters 1000   |
| ATP International Series Gold / ATP Tour 500 |
| ATP International Series / ATP Tour 250      |

#### Gra podwójna (1–1)
| Końcowy wynik | Nr | Data            | Turniej   | Nawierzchnia | Partner           | Przeciwnicy                     | Wynik finału    |
| ------------- | -- | --------------- | --------- | ------------ | ----------------- | ------------------------------- | --------------- |
| Finalista     | 1. | 5 sierpnia 2017 | Kitzbühel | Ceglana      | Andrej Wasileuski | Pablo Cuevas Guillermo Durán    | 4:6, 6:4, 10–12 |
| Zwycięzca     | 1. | 11 lutego 2018  | Quito     | Ceglana      | Nicolás Jarry     | Austin Krajicek Jackson Withrow | 7:6(6), 6:3     |